# Zarzma
Zarzma (gruz. ზარზმა) – wieś w Gruzji, w regionie Samcche-Dżawachetia, w gminie Adigeni. W 2014 roku liczyła 321 mieszkańców.